# Епархия Иринги
Епархия Иринги (лат. Dioecesis Iringaënsis) — епархия Римско-Католической церкви с центром в городе Иринга, Танзания. Епархия Иринги входит в митрополию Мбеи. Кафедральным собором епархии Иринги является церковь Святейшего Сердца Иисуса.

## История
3 марта 1922 года Римский папа Пий XI издал бреве «Quae rei sacrae», которым учредил апостольскую префектуру Иринги, выделив её из апостольского викариата Дар-эс-Салама (сегодня — архиепархия Дар-эс-Салама).
28 января 1935 года апостольская префектура Иринги передала часть территории для создания апостольской префектуры Додомы (сегодня — епархия Додомы).
8 января 1948 года Римский папа Пий XII издал буллу «Digna sane», которой преобразовал апостольскую префектуру Иринги в апостольский викариат.
25 марта 1953 года Римский папа Пий XII издал буллу «Quemadmodum ad Nos», которой преобразовал апостольский викариат Иринги в епархию. Первоначально епархия Иринги являлась суффраганной по отношению к архиепархии Дар-эс-Салама.
16 февраля 1968 года епархия Иринги передала часть территории для создания епархии Нджомбе.
18 ноября 1987 года епархия Иринги вошла в состав церковной провинции Сонгеа. 21 декабря 2018 года была образована митрополия Мбеи и епархия Иринги вошла в её состав.

## Ординарии епархии
- священник Франческо Алессандро Кальеро, I.M.C.[2] (10.05.1922 — 1935);
- епископ Attilio Beltramino, I.M.C. (18.02.1936 — 3.10.1965);
- епископ Марио Эпифанио Абдалла Мгулунде (23.10.1969 — 9.03.1985), назначен архиепископом Таборы;
- епископ Норберт Венделин Мтега (28.10.1985 — 6.07.1992), назначен архиепископом Сонгеа;
- епископ Тарцизий Нгалалекумтва (21.11.1992 — по настоящее время).